# الأخلاقيات النووية

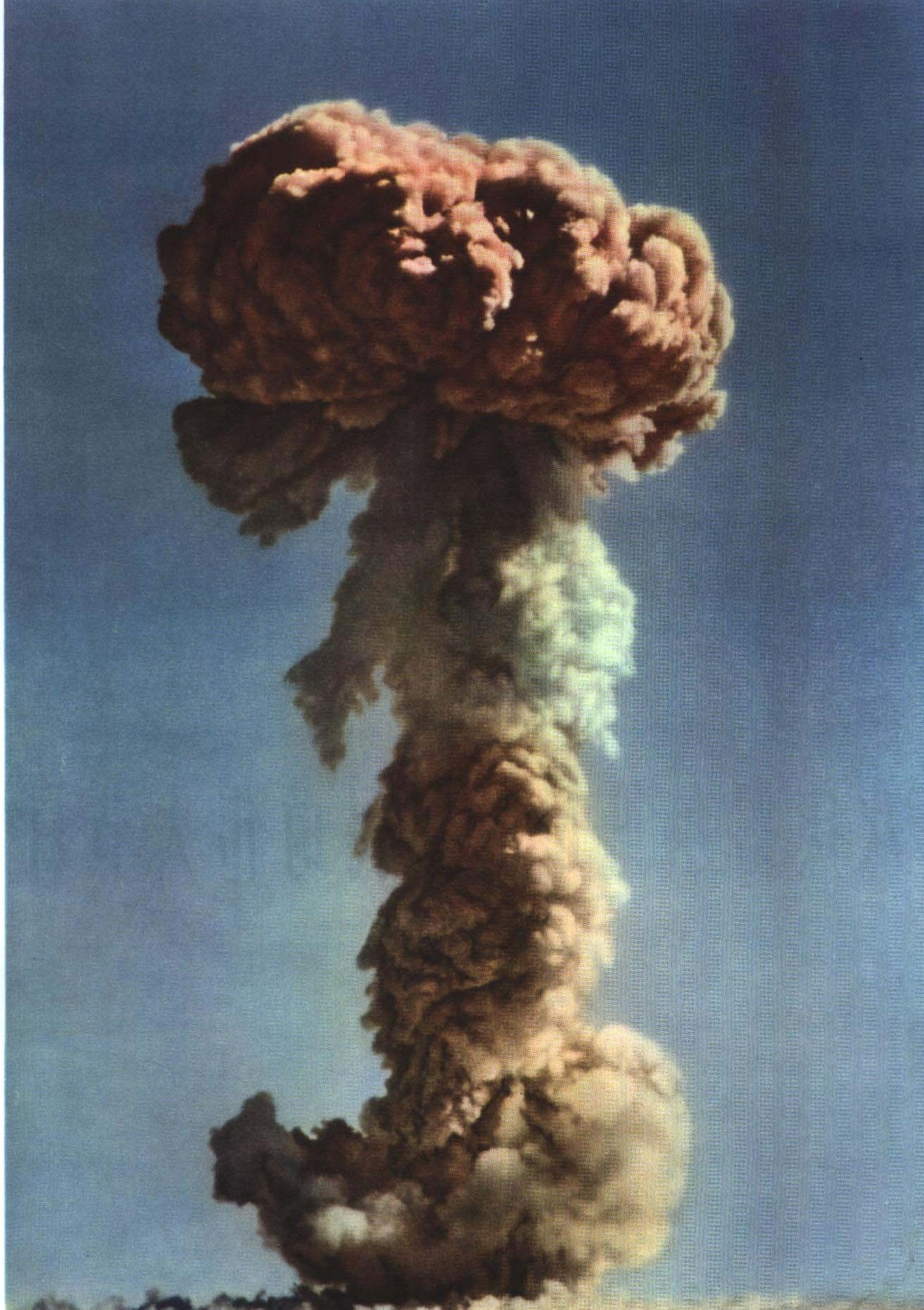
أول قصف ذري

الأخلاقيات النووية هي مجال متعدد التخصصات من الدراسة الأكاديمية والمتعلقة بالسياسة والتي يتم فيها فحص المشكلات المرتبطة بالحرب النووية أو الردع النووي أو الحد من التسلح النووي أو نزع السلاح النووي أو التقنية النووية من خلال واحد أو أكثر من النظريات أو الأطر الأخلاقية أو المعنوية. وفي الدراسات الأمنية المعاصرة، غالبًا ما تُفهم مشاكل الحرب النووية والردع والانتشار وغيرها على وجه التحديد من الناحية السياسية أو الإستراتيجية أو العسكرية. ولكن أيضًا في الدراسة الخاصة بالمنظمات الدولية والقانونية تُفهم هذه المشكلات أيضًا من الناحية القانونية. وتفترض الأخلاقيات النووية أن الاحتمالات الحقيقية للغاية بانقراض الإنسان أو الانقراض الجماعي للإنسان أو الانحلال البيئي الشامل التي يمكن أن تنجم عن الحرب هي المشكلات الأخلاقية العميقة أو المعنوية. وعلى وجه التحديد فإنها تفترض أن نتائج انقراض الإنسان أو الانقراض الجماعي للإنسان أو الانحلال البيئي تعد جميعها من الشرور الأخلاقية. وقد توصل بعض العلماء إلى أنه بالتالي يعد من الخطأ أخلاقيًا العمل بأساليب تؤدي إلى هذه النتائج، وهو ما يعني أنه من الخطأ أخلاقيًا الدخول في حرب نووية.
تهتم الأخلاقيات النووية بدراسة سياسات الردع النووي والحد من التسليح ونزع السلاح والتقنية النووية بقدر ارتباطها بقضية الحرب النووية أو منعها. المبررات الأخلاقية للردع النووي، على سبيل المثال، تركد على دورها في منع حرب نووية قوية عظمى منذ نهاية الحرب العالمية الثانية. وفي الواقع فإن بعض العلماء يزعمون أن الردع النووي يبدو أنه استجابة منطقية من الناحية الأخلاقية إلى عالم التسليح النووي. والإدانة الأخلاقية للردع النووي في المقابل تؤكد على انتهاكات حتمية على ما يبدو لحقوق الإنسان والديمقراطية الناشئة.

## المسائل الأخلاقية الأولية
لطالما كان تطبيق التكنولوجيا النووية، سواءً كانت مصدرًا للطاقة النووية أو بصفتها أداةً للحرب، مثيرًا للجدل. حتى قبل تطوير أول الأسلحة النووية، انقسم العلماء المنخرطون في مشروع مانهاتن حول استخدام هذا السلاح. كان دور القنبلتين النوويتين في استسلام اليابان لصالح الولايات المتحدة والتبرير الأخلاقي لاستخدام الولايات المتحدة لهما، محل نقاش طويل في الأوساط العملية والشعبية لعقود طويلة. كان السؤال حول ما إذا يجب على الدول امتلاك الأسلحة النووية أو اختبارها مثيرًا للجدل بصورة مستمرة وشاملة تقريبًا.
أصبح العامّة خائفين حول اختبار الأسلحة النووية منذ عام 1954، بعد التجارب الكثيرة للأسلحة النووية في المحيط الهادئ. في عام 1961، في ذروة الحرب الباردة، جمع الإضراب النسائي من أجل السلام حوالي 50 ألف امرأة وزحفن في 60 مدينة في الولايات المتحدة للتظاهر ضد الأسلحة النووية. في عام 1963، صادقت عدد من الدول على معاهدة الحظر الجزئي للتجارب النووية، والتي منعت التجارب النووية في الغلاف الجوي.
ظهرت بعض المعارضة المحلية للطاقة النووية في بدايات ستينيات القرن العشرين، وفي نهاية ستينيات القرن العشرين بدأ أعضاء من المجتمع العلمي بالتعبير عن مخاوفهم. في بدايات سبعينيات القرن العشرين، كان هناك مظاهرات كبيرة ضد اقتراح إقامة محطة للطاقة النووية في فييل بألمانيا. ألغي المشروع عام 1975 وألهم النجاح في مناهضة الأسلحة النووية في فييل أجزاءً أخرى من أوروبا وأمريكا الشمالية. أصبحت الطاقة النووية محور مظاهرات كبيرة في سبعينيات القرن العشرين.

## استخراج اليورانيوم وتفريزه
بين عامي 1949 و1989، أنتج حوالي 4 آلاف منجم في منطقة الزوايا الأربع في الجنوب الغربي الأمريكي حوالي 225 مليون طن من خام اليورانيوم. أثر هذا الإنتاج على عدد من الأمم الشعوب أمريكا الأصلية، بما في ذلك لاغونا ونافاجو وزوني والأوتي الجنوبيين والأوتي من سكان الجبل والهوبي والأكوما وجماعات بويبلو أخرى. عمل كثير من أبناء تلك الشعوب في المناجم والمفارز ومحطات المعالجة في نيومكسيكو وأريزونا ويوتا وكولورادو. لم يُدفع لأولئك العمال بنسبة قليلة فقط، ولم يخبروهم بالمخاطر المحدقة بالعمل أيضًا ولم يُوفر لهم معدات حماية ملائمة. كان كل الحكومة وأصحاب المناجم والمجتمع العلمي والصحي على دراية كاملة بالمخاطر المحدقة بالعمل مع المواد المشعة في ذلك الوقت. بسبب المطالب التي فرضتها الحرب الباردة لزيادة إنتاج الأسلحة النووية المدمرة والقوية، كُشف أولئك العمال على المواد المشعة وأحضروا لمنازلهم كميات كبيرة من الإشعاع على شكل غبار على ملابسهم وأجسادهم. أظهرت الدراسات الوبائية على عائلات أولئك العمال حوادثًا متزايدة من الأمراض التي تثيرها الإشعاعات مثل السرطان والإجهاض وفلح الحنك وعيوب الولادة الأخرى. ما يزال يتعين حل مدى الآثار الجينية وتلف الحمض النووي على سكان الشعوب الأصلية. يبقى استخراج اليورانيوم من محمية نافاجو أمرًا متنازعًا عليه، إذ ما يزال عمال نافاجو السابقين وعائلاتهم يعانون من مشاكل صحية. 